# Atef Ebeid
Atef Ebeid, född 14 april 1932 i Tanta, död 12 september 2014, var en egyptisk politiker som var landets premiärminister 5 oktober 1999 – 14 juli 2004.
Han agerade som landets president mellan den 20 juni och 6 juli 2004, då president Hosni Mubarak vårdades på sjukhus i Tyskland.
Ebeid avgick den 9 juli 2004 efter påtryckningar från näringslivet som ville ha snabbare privatisering och mindre statliga regleringar. Han efterträddes av Ahmad Nazif.